# Hannington (Northamptonshire)
Hannington is een civil parish in het bestuurlijke gebied Daventry, in het Engelse graafschap Northamptonshire met 251 inwoners.